# Pin Ordieres
José Ordieres Cuesta (Gijón, Asturias, 28 de enero de 1909 - ídem, 22 de diciembre de 1969) fue un futbolista español que jugaba como defensa. Fue conocido deportivamente como Pin Ordieres y desempeñó toda su carrera deportiva en el Real Sporting de Gijón, siendo el  máximo goleador del club en los campeonatos regionales y el segundo en la historia en general, tan sólo por detrás de Quini.

## Trayectoria
Nació en Gijón, donde comenzó a jugar al fútbol en un equipo existente en aquella época denominado Litting de La Guía, sin embargo a los quince años ya destacaba y fue fichado por el Sporting que en aquel entonces ejercía su hegemonía en el fútbol regional. Con el conjunto rojiblanco se inició jugando en los campeonatos regionales y con la creación de la liga de fútbol en 1928 fue parte de la plantilla que disputó la temporada original, incluyendo el partido de clasificación previo frente al Celta de Vigo que el Sporting perdió, clasificando por tanto para la Segunda División de España 1928-29.
Fue convocado con la Selección de fútbol de España en 1927 pero renunció a acudir a la llamada, lo que le costó una sanción federativa al club y al futbolista, que no volvió a ser citado.
Estuvo compitiendo con el equipo por el ascenso a la máxima categoría hasta el inicio de la guerra civil, quedando a tan sólo un punto de lograrlo en la temporada justo anterior al inicio del conflicto. La guerra afectó considerablemente a los sportinguistas, falleciendo en ella hasta cinco futbolistas de la plantilla, lo que dejaría muy mermado al club al finalizar la contienda. Tras la guerra volvió y se mantuvo en el equipo hasta 1943 cuando decidió colgar las botas, curiosamente un año antes del primer campeonato y ascenso del club a la máxima categoría.

## Clubes
| Club                   | País   | Año       |
| ---------------------- | ------ | --------- |
| Real Sporting de Gijón | España | 1926-1943 |